# 陳偉明 (桌球手)
陈伟明（Franky Chan，1965年2月21日— ），前职业桌球手，现任Now TV桌球评述员，并在香港经营桌球室。

## 个人发展
陈伟明出生于香港，在求学期间培养了对桌球的兴趣，并在1990年成为香港第一位职业桌球手。在1993年，其从英国返港开设桌球室，其后在Now TV担任桌球评述员，并在2009年拍摄桌球节目Pot Black解码，讲解桌球知识和技巧。近年，其致力经营在2016年开设的桌球室，并在2019年于BBC讲述桌球在香港的发展。